# Hans-Jürgen Raabe
Hans-Jürgen Raabe (* 18. Mai 1952 in Norddeutschland) ist ein deutscher Fotograf, Journalist, Publizist und Verleger.

## Leben
Raabe war Schüler der Kieler Theaterfotografin Erika Haendler-Krah (1893–1979). Als Fotograf widmete er sich in den 1980er Jahren vorwiegend der Schwarzweißfotografie, aus denen unter anderem die Bildbände Berlin Graffiti (1982) und Schöneberg (1984) entstanden. Gleichzeitig war er als Journalist für verschiedene Printmedien tätig, unter anderem die Bunte oder Bild.
Seit ca. 2010 widmete er sich wieder der Fotografie. Seither stehen Porträts und Stills im Zentrum seiner fotografischen Arbeit.
Raabe lebt in Salzburg, wo er als Geschäftsführer der von ihm im Juni 2013 gegründeten Raabe Vermögensverwaltungs GmbH sowie als Fotograf tätig ist.

## Kontroversen
In die Schlagzeilen geriet Raabe in den 1990er Jahren, als bekannt wurde, dass er als Pharma-Journalist gegen Honorar und Umsatzbeteiligungen Nahrungsergänzungsmittel in redaktionellen Artikeln gelobt hatte. In einem Bericht des Magazins Der Spiegel mit der Überschrift Der gekaufte Journalist wurde Raabe als „Prototyp dieses von der Industrie so geschätzten Schleichwerbers“ bezeichnet. Demnach habe er in seinen Texten verschiedenen Präparaten und Produkten „verblüffende Heilkräfte“ angedichtet, in der Bild-Zeitung teilweise auf der ersten Seite. Bereits 1993 hatte der Deutsche Presserat einen Raabe-Artikel über ein Vitaminpräparat in Bild der Frau kritisiert. Das Kennzeichen dieser Produkte sei laut Spiegel-Magazin gewesen, dass sie einen hohen Preis, einen geringen Materialwert und eine zweifelhafte Wirkung hätten. Des Weiteren wurde das Jahreshonorar von Raabe mit „leicht bei einigen hunderttausend Mark“ angegeben. Eine bayerische Pharma- und Diätunternehmerin sagte zudem aus, Raabe habe von ihr für „Gefälligkeitsartikel in der Bunten zehn Prozent Umsatzprovision erhalten, etwa 1,3 Millionen Mark“.

## Fotografie
990 Faces heißt das konzeptuelle fotografische Langzeitprojekt von Hans-Jürgen Raabe, dessen Vollendung sich über ein Jahrzehnt erstrecken soll. Seit 2010 bereist er verschiedene Länder und Kontinente, darunter ausgewählte Orte wie Myanmar, Lourdes oder die New Yorker 5th Avenue, die documenta (13) oder das Brandenburger Tor. Jede seiner insgesamt 33 ortsspezifischen Serien vereint neben 30 individuellen Porträts auch 10 Stillleben. In 10 Jahren sollen so vor Ort 990 Gesichter entstehen, die zu einem „Porträt der Menschheit“ heranwachsen.

## Ausstellungen
- 2012/13: Galerie Photo Edition Berlin, Berlin, Myanmar, Lourdes, Oktoberfest
- 2013: focus Galerie Burkhard Arnold, Köln, Lourdes – Faces und Stills
- 2013/14: Istanbul Fotograf Müzesi (Museum für Fotografie), Istanbul, Myanmar bis Eiffelturm[4]
- 2014: focus Galerie Burkhard Arnold, Köln, Stills der Serien Myanmar bis Eiffelturm
- 2014: The PhotoBookMuseum, Carlswerk, Köln-Mülheim, Installation der Serien Myanmar bis Greenland
- 2014: Galerie Photo Edition Berlin, Berlin, Marrakech bis Greenland

## Publikationen (Auswahl)
- Berlin Graffiti. Nicolai Verlag, 1982
- Schöneberg. Ein Bezirk von Berlin. Nicolaische Verlagsbuchhandlung Beuermann Berlin, 1984
- Köhnlechners Herz-Diät. Rezepte für das ganze Jahr. Peter Erd Verlag, München, 1990
- Köhnlechners Krebs-Diät. Für Körper, Geist und Seele. Peter Erd Verlag, München, 1990
- Geheimnis gesund. Neue Ganzheits-Strategien für mehr Gesundheit. Peter Erd Verlag, München, 1991
- Geheimnis schlank. Ganzheitlich abnehmen. Neue Methoden. Von Ayurveda bis Zen. Verlag Peter Erd, München, 1992
- Geheimnis jung & schön – Der erste Ratgeber für Frau und Mann. Verlag Peter Erd, München, 1992
- Check-Up, Der große BILD-Gesundheitstest. Ullstein, 1993
- Günter Strack, meine Trenn-Diät. Ullstein Verlag, 1997